# Podział administracyjny Kościoła katolickiego w Namibii
Podział administracyjny Kościoła katolickiego w Namibii – w ramach Kościoła katolickiego w Namibii funkcjonuje obecnie jedna metropolia, w skład której wchodzi jedna archidiecezja, jedna diecezja i wikariat apostolski.
Jednostki administracyjne Kościoła katolickiego obrządku łacińskiego w Namibii:

## Metropolia Windhoek
- Archidiecezja Windhoek
  - Diecezja Keetmanshoop
  - Wikariat apostolski Rundu